# کاتر تانی-کلاس موریس
کاتر تانی-کلاس موریس (به انگلیسی: Morris-Taney-class cutter) یک کلاس از کشتی است که طول آن ۷۸ فوت (۲۴ متر) می‌باشد.